# Tyrant (gruppo musicale statunitense)
I Tyrant sono un gruppo musicale heavy metal statunitense formatosi a Pasadena (California) nel 1978.

## Storia del gruppo

### Gli inizi (1978-1986)
Il gruppo venne fondato dal bassista Greg May mentre frequentava ancora le scuole superiori e inizialmente si esibirono come cover band. In quel periodo, oltre a May, ne fecero parte Richard Fuentes alla voce, Tony Ramirez, Gary Crisp e Bill Stremmel alla chitarra e Phil Heyleck alla batteria.
Nel 1980 Rocky Rockwell divenne il chitarrista del gruppo, che in quel periodo aveva tra le proprie file il cantante Doug Anderson, anch'egli chitarrista. Due anni dopo Anderson venne sostituito da Glen May, il fratello di Greg, ed in seguito arrivò il batterista Rob Roy.
Nel 1983 il loro brano Armageddon (in seguito pubblicato col titolo di The Battle of Armageddon) venne inserito nella compilation Metal Massacre III edita dalla Metal Blade. La stessa etichetta discografica pubblicò il loro primo album in studio, che uscì ad agosto del 1985 con il titolo Legions of the Dead e venne prodotto da Bill Metoyer. L'anno successivo il brano Listen to the Preacher, tratta dal disco d'esordio, venne inclusa nella raccolta Best of Metal Blade Volume 1.

### Il secondo e il terzo album (1987-1996)
Il loro secondo album, Too Late to Pray prodotto ancora da Metoyer, uscì nel 1987 di nuovo tramite la Metal Blade e, come avvenuto per il precedente, venne distribuito in Europa dalla Roadrunner Records. Alla registrazione di questo secondo lavoro partecipò il batterista G. Stanley Burtis subentrato a Rob Roy.
Dopo questa pubblicazione la band visse un periodo di stagnazione fino al 1996 quando realizzarono il loro terzo disco che vide un nuovo avvicendamento dietro le pelli, con l'arrivo di Tom Meadows al posto di Burtis. L'album uscì attraverso la Brainstorm Division, una piccola etichetta tedesca, con il titolo di King of Kings.

### Gli anni di inattività (1997-2008)
L'anno successivo siglarono un accordo con la Dwell Records per la realizzazione di varie cover di famosi gruppi metal, da pubblicare sui relativi album tributo usciti tra il 1999 ed il 2001.
Incisero quindi Killed by Death dei Motörhead per Dead Forever: Tribute to Motorhead, Children of the Grave dei Black Sabbath per Hell Rules: A Tribute to Black Sabbath, Over the Mountain di Ozzy Osbourne per Land of the Wizard: A Tribute to Ozzy Osbourne, Holy Diver dei Dio per Awaken the Demon: Tribute to Dio, Tyrant dei Judas Priest per Hell Bent for Metal 2: Tribute to Judas Priest, 747 (Strangers in the Night) dei Saxon per A Metal Crusade: Tribute to Saxon e China White degli Scorpions per Another Piece of Metal: Tribute to Scorpions.

### L'ultimo periodo (2009-presente)
Dopo un lungo periodo di pausa salirono sul palco del festival Keep It True del 2009 con la stessa formazione del loro primo album e negli anni successivi si esibirono in alcune date dal vivo con il batterista Ronnie Wallace.
Nel 2015 l'etichetta discografica Blood & Iron Records pubblicò una ristampa in CD dei loro primi due album. L'anno dopo il gruppo apparve sulla copertina e in un articolo della rivista di settore italiana Classix Metal, dove vengono definiti come band di culto, nonostante abbiano solo tre album all'attivo, e come «una delle band più rappresentative dell'heavy metal statunitense degli anni ottanta». Lo stesso articolo riporta anche un'intervista a Glen May, in cui viene rivisitata la loro carriera. Ad aprile dello stesso anno, il cantante rilasciò un'intervista al sito greco Rock Overdose nella quale affermò che la band stesse registrando del materiale per un nuovo album; May sostenne anche che le canzoni furono scritte da lui già nel 2010.
Secondo quanto dichiarato dalla band tramite i social media il nuovo disco dovrebbe uscire nel 2017. Ad aprile e a maggio dello stesso anno è avvenuta la loro partecipazione a due festival. Il primo, lo Spring Bash di Milwaukee, insieme ad altre band tra cui gli Omen ed il secondo, l'Up the Hammers di Atene, con altri gruppi metal degli anni ottanta come gli Attacker e i Cirith Ungol, oltre a Ross the Boss.
Nel maggio 2020, a ventiquattro anni di distanza da King of Kings, il gruppo ha pubblicato il quarto album Hereafter.

## Il nome e le influenze
Il nome è stato scelto in onore dell'omonima canzone dei Judas Priest, una delle band che li ha maggiormente influenzati insieme a Black Sabbath, Led Zeppelin, Deep Purple, Jimi Hendrix, Iron Maiden, Scorpions e UFO (come riportato sul loro profilo nei social network).
Lo stesso nome è stato adottato da diverse altre formazioni metal (tra cui i Saint Vitus nel primo periodo) che però non hanno alcuna correlazione con questa band; tra i più noti ci sono i Tyrant che provenivano dalla Germania ed i Tyrant giapponesi, fautori di un black metal sinfonico. Il sito specializzato Metal Archives riporta circa venti band che si chiamano, o si chiamavano in questo modo, alcune delle quali provenienti dagli stessi Stati Uniti d'America.

## Formazione
Attuale
- Glen May – voce (1982-presente)
- Rocky Rockwell – chitarra (1980-presente)
- Greg May – basso (1978-presente)
- Ronnie Wallace – batteria (2010-presente)

Ex componenti
- Richard Fuentes – voce (1978-1980)
- Tony Ramirez – chitarra (1978-1980)
- Gary Crisp – chitarra (1978-1980)
- Bill Stremmel – chitarra (1978-1980)
- Phil Heyleck – batteria (1978-1980)
- Doug Anderson – voce, chitarra (1980-1982)
- Rob Roy – batteria (1985-1987)
- G. Stanley Burtis – batteria (1987-1996)
- Tom Meadows – batteria (1996)

## Discografia

### Album in studio
- 1985 – Legions of the Dead
- 1987 – Too Late to Pray
- 1996 – King of Kings
- 2020 – Hereafter